# Tenidoria
La Tenidoria o tenidoria de llibres és la part de la comptabilitat dedicada a la tècnica de dur els llibres de comptes d'una empresa o entitat. Actualment correspondria a la feina del comptable.